# ديريك غرين
ديريك غرين هو قاضي كندي، ولد في 28 أبريل 1947.